# Chiesa di San Nicolò (Perca)
La chiesa di San Nicolò (in tedesco Pfarrkirche St. Nikolaus) è la parrocchiale a Vila di Sopra (Oberwielenbach), frazione di Perca in Alto Adige. Fa parte del decanato di Brunico e la sua storia inizia nel XVI secolo.

## Storia

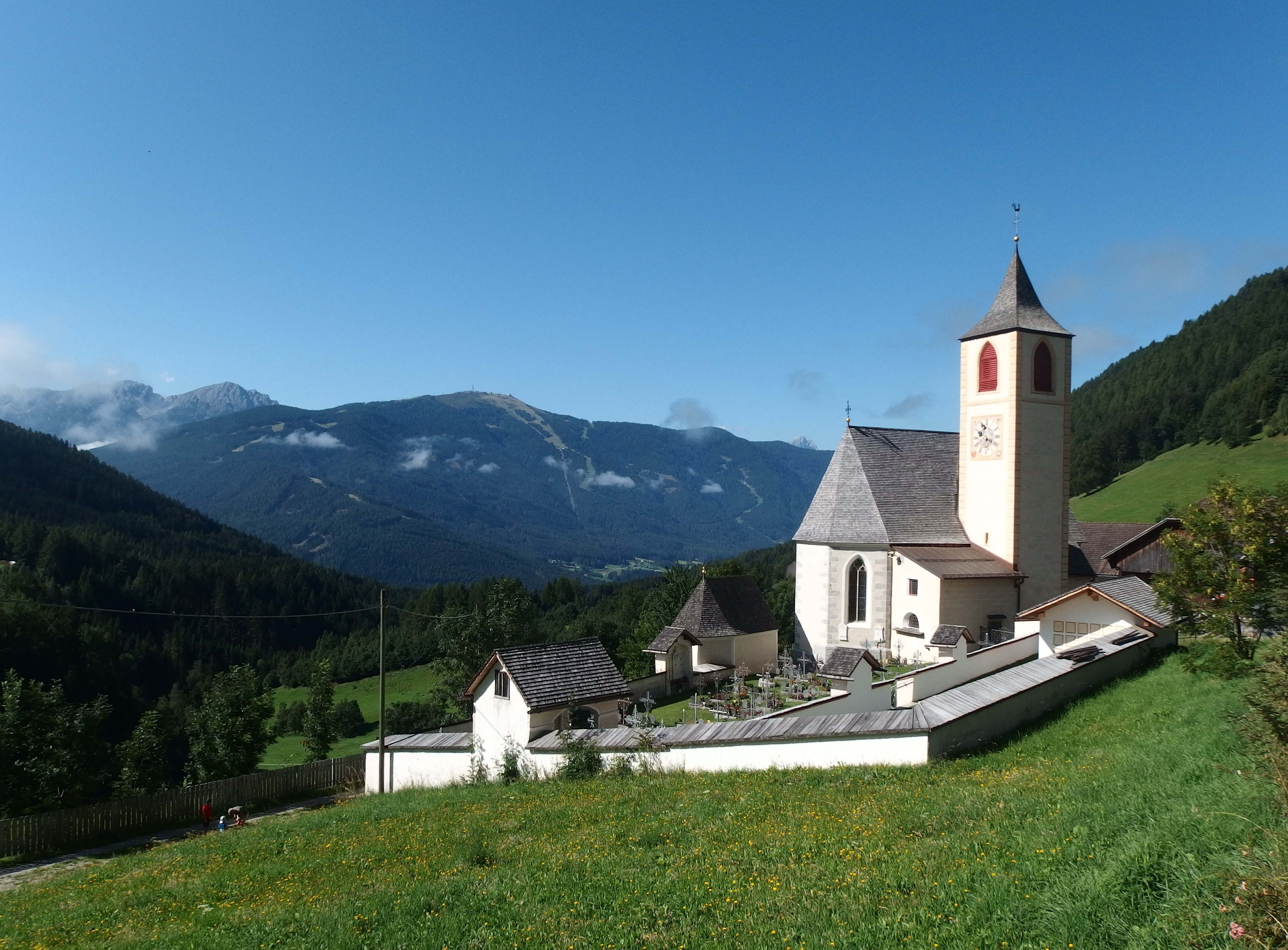
Chiesa di San Nicolò con il piccolo cimitero di Vila.

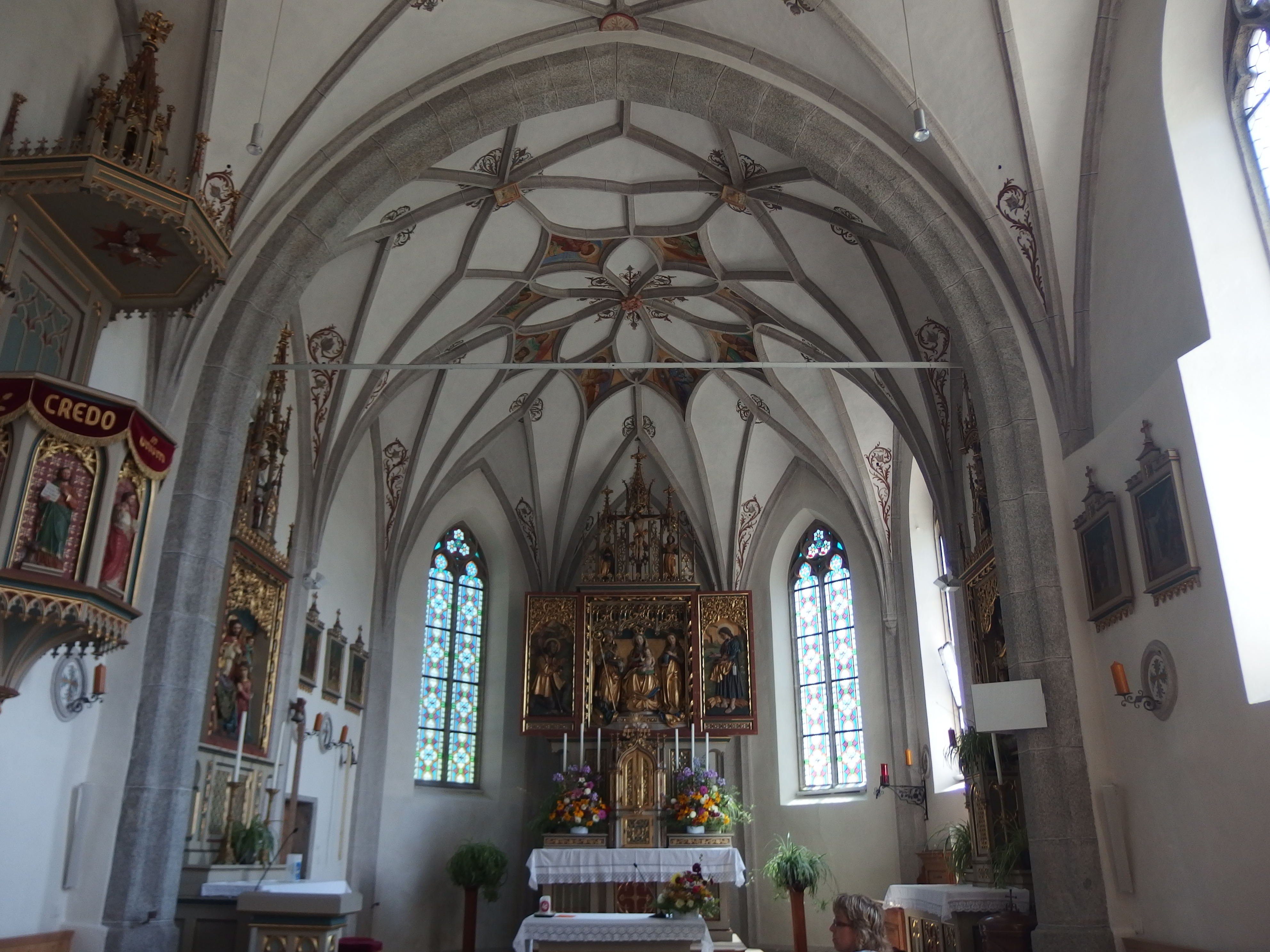
Interno della navata con altare maggiore ed altari laterali.

La prima menzione della chiesa con dedicazione a San Nicolò a Vila di Sopra risale al 1430 ma fu oggetto di una successiva ricostruzione che le diede le forme gotiche recenti. La chiesa venne quindi consacrata nel 1523.

## Descrizione

### Esterno
Il luogo di culto si trova sulla via principale della frazione di Vila di Sopra, nell'area del cimitero della comunità. La facciata a capanna con due spioventi acuti si presenta sobria, in stile gotico. Il portale di accesso ha una cornice con arco leggermente ogivale sopra il quale si trova la grande finestra rotonda, che porta luce alla sala, sormontata da un piccolo oculo strombato. Sulla parte destra è arricchita dall'affresco raffigurante San Cristoforo. La torre campanaria si trova sulla parte sinistra, in posizione arretrata. La cella campanaria si apre con quattro finestre a monofora e sotto è posizionato l'orologio. La copertura è a piramide su base quadrata.

### Interno
La navata interna è unica con volta a rete. Gli altari neogotici e il pulpito furono progettati da Josef Bachlechner. L'altare maggiore e i due altari laterali sono riccamente decorati da pale rifinite in oro. Il trittico sull'altare maggiore raffigura la Madonna con Bambino e santi.